# Béguinage d'Alost
 (janvier 2017).
Si vous disposez d'ouvrages ou d'articles de référence ou si vous connaissez des sites web de qualité traitant du thème abordé ici, merci de compléter l'article en donnant les références utiles à sa vérifiabilité et en les liant à la section « Notes et références ».
Le béguinage d'Alost était un béguinage du Brabant flamand situé à Alost, en Belgique. Il fut fondé au XIIIe siècle, comptant jusqu'à 200 béguines, puis fut détruit en 1952 pour permettre la construction d'un programme immobilier.

## Historique
Ce béguinage, fondé extra-muros en 1260, compte jusqu’à 200 béguines au milieu du XVIe siècle. Très endommagé par les protestants lors des guerres de religion, il se rétablit au siècle suivant et prospère encore au XVIIIe siècle, à telle enseigne qu'une nouvelle église est édifiée en 1786.
À la période révolutionnaire, qui le voit mettre sous la tutelle de la Commission des Hospices civils, succède une nouvelle phase d'expansion, où le nombre de béguines augmente jusqu'à 80. Le béguinage se maintient quelque temps, grâce au mécénat du pieux baron Della Faille, avant d’être cédé à une congrégation religieuse gantoise.

## De nos jours
En 1952, le site entre en possession d'une société de logements sociaux, laquelle, pour construire du neuf, démolit la quasi-totalité des maisons de béguines.

## Patrimoine
Il ne reste pas grand chose de cet ancien béguinage. On a gardé seulement :
- la grand’maison, de style néo-Renaissance flamande, datée de 1787 ;
- une chapelle, au milieu du dries, datée de 1872, construite sur la tombe de Johanna Dedemaecker, très austère béguine du XVIIe siècle, à qui étaient attribuées des guérisons miraculeuses ;
- l’église, de style néo-classique, commencée en 1786 ;
- une portion du mur de clôture construit à l’initiative de Della Faille ;
- deux maisonnettes de béguine, seules préservées ;
- le plan initial du béguinage, qui a été maintenu.